# ガウス加速器
ガウス加速器（ガウスかそくき）とは、磁力を利用した加速装置の一種であるが、一般的な加速器とは異なる。磁束密度の単位ガウスに因んだもので、物理学者のカール・フリードリヒ・ガウスとの直接の関係はない。

## 仕組み
ネオジム磁石などの強力な磁性体と2個以上の鉄球を順に並べたものをレール上に並べ、磁石側の端へ新たに鉄球を転げ衝突させると、他端の鉄球が転がされた鉄球以上の速度の運動を始める。これは、転がした鉄球が、衝突の直前にネオジム磁石の磁力による磁場のポテンシャルエネルギーを得て加速された後に衝突し、反対側の磁石から離れた鉄球に多くの運動エネルギーを与えるために起こる現象である。尚、鉄球を1つしか置かないと磁石から離れることが出来ず、射出されない。